# The brilliant green
the brilliant green — японская рок-группа из Киото, образованная в 1995 году и в настоящее время состоящая из Томоко Кавасэ и Сюнсаку Окуды.

## История
Группа была сформирована в 1995 году, после того как Томоко Кавасэ откликнулась на объявление басиста Сюнсаку Окуды и гитариста Рё Мацуи, искавших двух женщин-музыкантов для их группы. В то время Кавасэ пела на любительских концертах с друзьями из музыкального колледжа. Ей не хотелось делать из музыки средство заработка, однако Окуда и Мацуи убедили её исполнить несколько написанных ею песен в новообразованном коллективе.
Вскоре участники создали демозапись, которая содержала собственные и перепетые песни. Друг Кавасэ послушал запись и пригласил группу в бар, где он проводил небольшие концерты. Там их заметил друг представителя Sony, который в следующий раз пришёл на выступление и предложил the brilliant green контракт с крупным лейблом. Трио начало активно писать песни и незадолго до профессионального дебюта переехало в Токио.
В 1997 году группа выпустила первые два сингла на английском языке — «Bye Bye Mr. Mug» и «Goodbye and Good Luck». В следующем году был выпущен одноимённый дебютный альбом.
В 2001 году журнал Time включил the brilliant green в десятку лучших современных групп за пределами США. В том же году Кавасэ начала сольный проект под именем Tommy february6.
После выпуска в 2002 году альбома The White Album члены группы занялись сольными проектами, но официально она не распадалась. Кавасэ продолжила работать под именами Tommy february6 и Tommy heavenly6, Мацуи начал проект под названием meister.
1 июня 2007 года участники объявили о продолжении деятельности коллектива после пяти лет перерыва. В том же году песня «Stand by Me» стала финальной темой дорамы Detective School Q, а песня «Ash Like Snow» — открывающей композицией аниме-сериала Mobile Suit Gundam 00. В 2008 году вышел первый сборник группы Complete Single Collection ’97-’08.
В мае 2010 года Рё Мацуи ушёл из the brilliant green.

## Участники
Текущие участники
- Томоко Кавасэ[англ.] — вокал (с 1997)
- Сюнсаку Окуда[англ.] — ритм-гитара (с 1997), соло-гитара (с 2010), бас-гитара (1997—2010)

Бывшие участники
- Рё Мацуи — соло-гитара, ударные (1997—2010)

Сессионные музыканты
- Джеймс Де Баррадо — ударные (с 2010)
- Джеймс Макуайт — бас-гитара (с 2010)

## Дискография

### Синглы
| Год  | Название                                     | Высшая позиция в чартах | Высшая позиция в чартах | Продажи | Сертификация (RIAJ)                                               | Альбом                             |
| Год  | Название                                     | Oricon                  | Billboard Japan Hot 100 | Продажи | Сертификация (RIAJ)                                               | Альбом                             |
| ---- | -------------------------------------------- | ----------------------- | ----------------------- | ------- | ----------------------------------------------------------------- | ---------------------------------- |
| 1997 | «Bye Bye Mr. Mug»                            | 69                      | —                       | 15 780  |                                                                   | —                                  |
| 1997 | «Goodbye and Good Luck»                      | 71                      | —                       | 15 180  |                                                                   | —                                  |
| 1998 | «There Will Be Love There (Ai no Aru Basho)» | 1                       | 97                      | 875 980 | - 2× платиновый (физическое издание) - золотой (цифровое издание) | The Brilliant Green                |
| 1998 | «Tsumetai Hana»                              | 1                       | —                       | 393 150 | - платиновый                                                      | The Brilliant Green                |
| 1999 | «Sono Speed de»                              | 1                       | —                       | 459 000 | - платиновый                                                      | Terra 2001                         |
| 1999 | «Nagai Tameiki no Yō ni»                     | 4                       | —                       | 141 250 | - золотой                                                         | Terra 2001                         |
| 1999 | «Ai no Ai no Hoshi»                          | 9                       | —                       | 114 340 | - золотой                                                         | Terra 2001                         |
| 1999 | «Call My Name»                               | 12                      | —                       | 35 480  |                                                                   | Terra 2001                         |
| 1999 | «Bye! My Boy!»                               | 29                      | —                       | 16 520  |                                                                   | Terra 2001                         |
| 2000 | «Hello Another Way (Sorezore no Basho)»      | 8                       | —                       | 148 210 | - золотой                                                         | Los Angeles                        |
| 2000 | «Angel Song (Eve no Kane)»                   | 3                       | —                       | 289 740 | - золотой                                                         | Los Angeles                        |
| 2002 | «Forever to Me (Owarinaki Kanashimi)»        | 10                      | —                       | 48 770  |                                                                   | The Winter Album                   |
| 2002 | «Rainy Days Never Stays»                     | 14                      | —                       | 24 170  |                                                                   | The Winter Album                   |
| 2002 | «I’m So Sorry Baby»                          | 15                      | —                       | 11 700  |                                                                   | The Winter Album                   |
| 2007 | «Stand by Me»                                | 10                      | —                       | 31 910  |                                                                   | Complete Single Collection ’97-’08 |
| 2007 | «Enemy»                                      | 8                       | —                       | 9479    |                                                                   | Complete Single Collection ’97-’08 |
| 2008 | «Ash Like Snow»                              | 10                      | 8                       | 50 868  | - золотой                                                         | Complete Single Collection ’97-’08 |
| 2010 | «Like Yesterday»                             | 17                      | 2                       | 8591    |                                                                   | Blackout                           |
| 2010 | «Blue Daisy»                                 | 20                      | 12                      | 5232    |                                                                   | Blackout                           |
| 2010 | «I Just Can’t Breathe…»                      | 33                      | 32                      | 4084    |                                                                   | Blackout                           |

### Студийные альбомы
| Дата             | Название            | Высшая позиция в чарте Oricon | Продажи   | Сертификация (RIAJ) |
| ---------------- | ------------------- | ----------------------------- | --------- | ------------------- |
| 19 сентября 1998 | the brilliant green | 2                             | 1 425 350 | - 3× платиновый     |
| 8 сентября 1999  | Terra 2001          | 2                             | 641 210   | - платиновый        |
| 1 января 2001    | Los Angeles         | 2                             | 304 660   | - платиновый        |
| 4 декабря 2002   | The Winter Album    | 6                             | 76 845    |                     |
| 9 сентября 2010  | Blackout            | 16                            | 16 120    |                     |

### Сборники
| Дата            | Название                           | Высшая позиция в чартах | Высшая позиция в чартах | Продажи | Сертификация (RIAJ) |
| Дата            | Название                           | Oricon                  | TWN East Asian          | Продажи | Сертификация (RIAJ) |
| --------------- | ---------------------------------- | ----------------------- | ----------------------- | ------- | ------------------- |
| 20 февраля 2008 | Complete Single Collection '97-'08 | 1                       | 9                       | 178 000 | - золотой           |
| 23 июля 2014    | The Swingin' Sixties               | 18                      | —                       | 7108    |                     |